# クロロジメチルシラン
クロロジメチルシラン（英: Chlorodimethylsilane）は化学式(CH3)2SiHClで表されるシランの一種で、ジメチルクロロシランとも呼ばれる。また、DMCSの略称も使われる。ケイ素に二つのメチル基と、塩素原子・水素原子が一つずつ結合した構造を持つ。
結合角や結合長を含む分子構造は、フーリエ変換マイクロ波分光法で決定された。
引火点は-20℃と低く、日本の消防法では危険物第4類特殊引火物に区分される。

## 反応
本物質を還元剤、インジウム化合物を触媒とすることにより、カルボニル化合物をアルキル化剤とした芳香族化合物のモノアルキル化が選択的に進行することが発見されている。
水と旺盛に反応・分解し塩化水素を生じさせるため、使用・保管・消火などの際には水気を近づけないよう注意する必要がある。